# 尼努尔塔

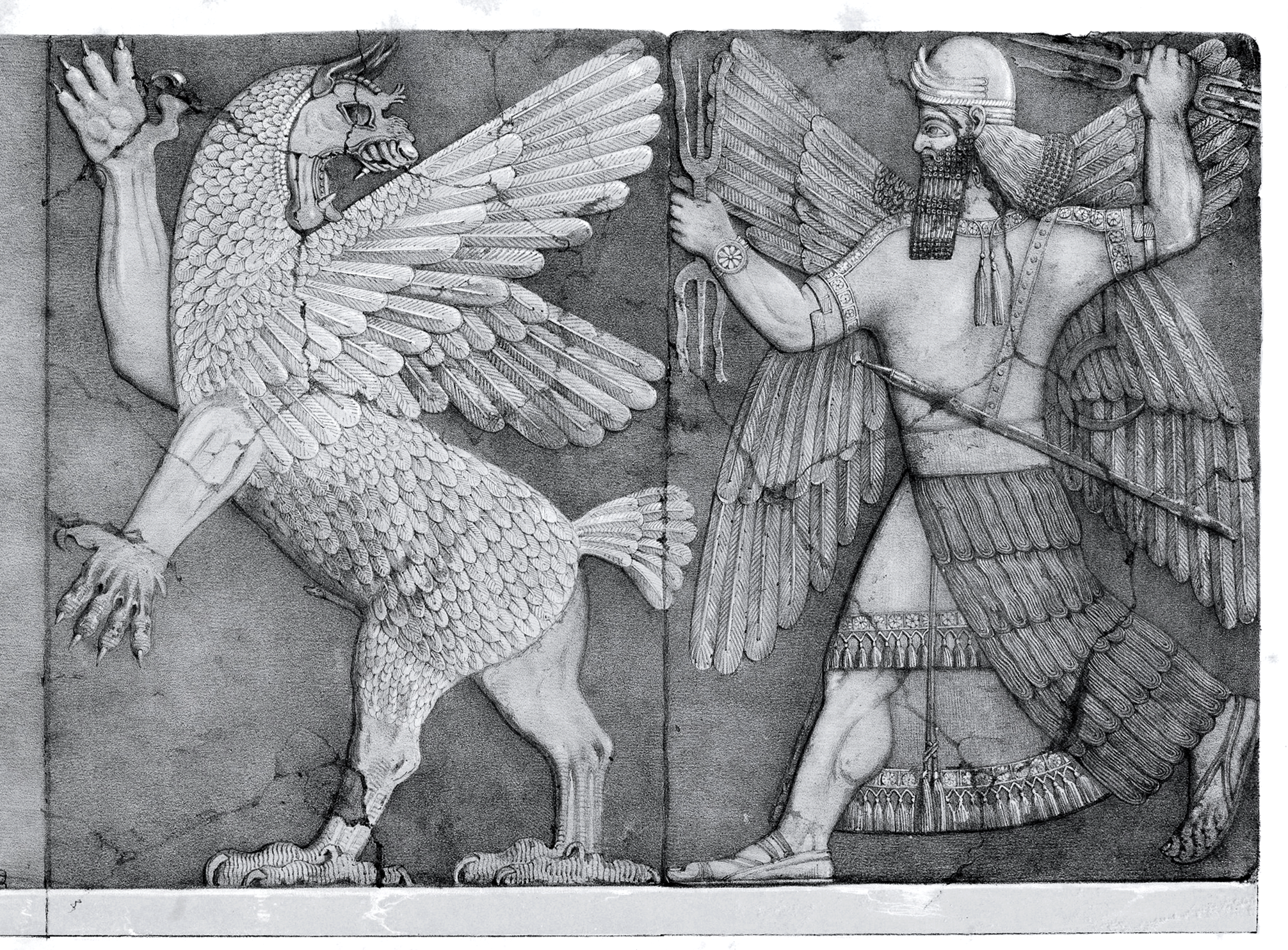
Ninurta with his thunderbolts pursues Anzû stealing the Tablets of Destiny from Enlil's sanctuary (Austen Henry Layard Monuments of Nineveh, 2nd Series, 1853)

尼努尔塔 （Ninurta）在苏美尔和美索不达米亚的神话里为拉格什主神、軍神、戰神以及掌管暴風、洪水的神。涅伽爾的兄弟（一說為恩利爾之子，又說為恩基之子），曾鎮壓了阿勃祖發動的叛亂。在記時概念中，尼努爾塔神代表星期六，又称为宁吉尔苏（Ningirsu）。和早期的评述中，他有时被描绘成一个太阳神(代表著早晨和春天)。
在尼普尔，尼努尔塔与的父亲恩利勒、母亲宁利勒作为三联神来崇拜。在其它神话中，他的母亲被说成是丰收女神宁胡尔萨格。尼努尔塔的配偶在尼普尔是“乌伽尔鲁”(Ugallu)；当他被称为“宁吉尔苏”时，他的配偶则是“巴乌”(Bau)。
尼努尔塔经常持弓箭、镰刀剑、或名为沙鲁尔杖出现：沙鲁尔在苏美尔人的神话中具备说话的能力，可以转变为有翅膀的狮子，可能是后来捨杜的原型。
在另一个传说中，尼努尔塔与一只像鸟的怪兽安祖作战，巴比伦的版本讲述了安祖偷走了恩利勒用以维护统治的命运册。